# Setra
Setra is een Duitse fabrikant van autobussen en touringcars.

## Geschiedenis
SETRA was de merknaam van de door Karl Kässbohrer Fahrzeugwerke GmbH geproduceerde bussen. Dit verklaart ook de "K" in het embleem. Het bedrijf bouwde al bussen sinds 1904, hoewel het bedrijf al bestond sinds 1893. In 1893 opende Karl Heinrich Kässbohrer een werkplaats voor het bouwen van bussen en wagons, maar in het begin bestond het werk vooral uit reparaties. In 1904 werd de eerste Weense schoolbus gebouwd. In 1907 werd de eerste tweeverdiener gebouwd waarbij de bus doordeweeks diende als brouwerijvoertuig en op zondag als touringcar. In 1911 ging Karl Heinrich Kässbohrer zelf lijndiensten rijden met zijn zelfgemaakte bussen en touringcars. In 1951 ontwikkelde Otto Kässbohrer de eerste bus met zelfdragend koetswerk (typ S8) onder de merknaam SETRA (SElbstTRAgend). Het bedrijf was gevestigd in Neu-Ulm, Beieren.
De naam Setra komt van het Duitse woord Selbsttragend (zelfdragend). Dit verwijst naar de bouw van bussen in de jaren 1950, een tijd waarin concurrenten van elkaar gescheiden werden door opbouw en chassis (vaak vervaardigd door verschillende bedrijven). In 1995 werd het bedrijf overgenomen door Daimler-Benz als dochteronderneming, en geïntegreerd  in het Bus en Coach-onderdeel van de Duitse groep EvoBus GmbH.
Setra produceerde tussen 1960 en 1980 ook autobanden. In de jaren 1950 ging Setra een samenwerkingsverband aan met het Amerikaanse bedrijf Trailways. Hierin ontstond in 1956 Eagle Bus. In 1958 stapte Setra uit het samenwerkingsverband.

## Huidige types

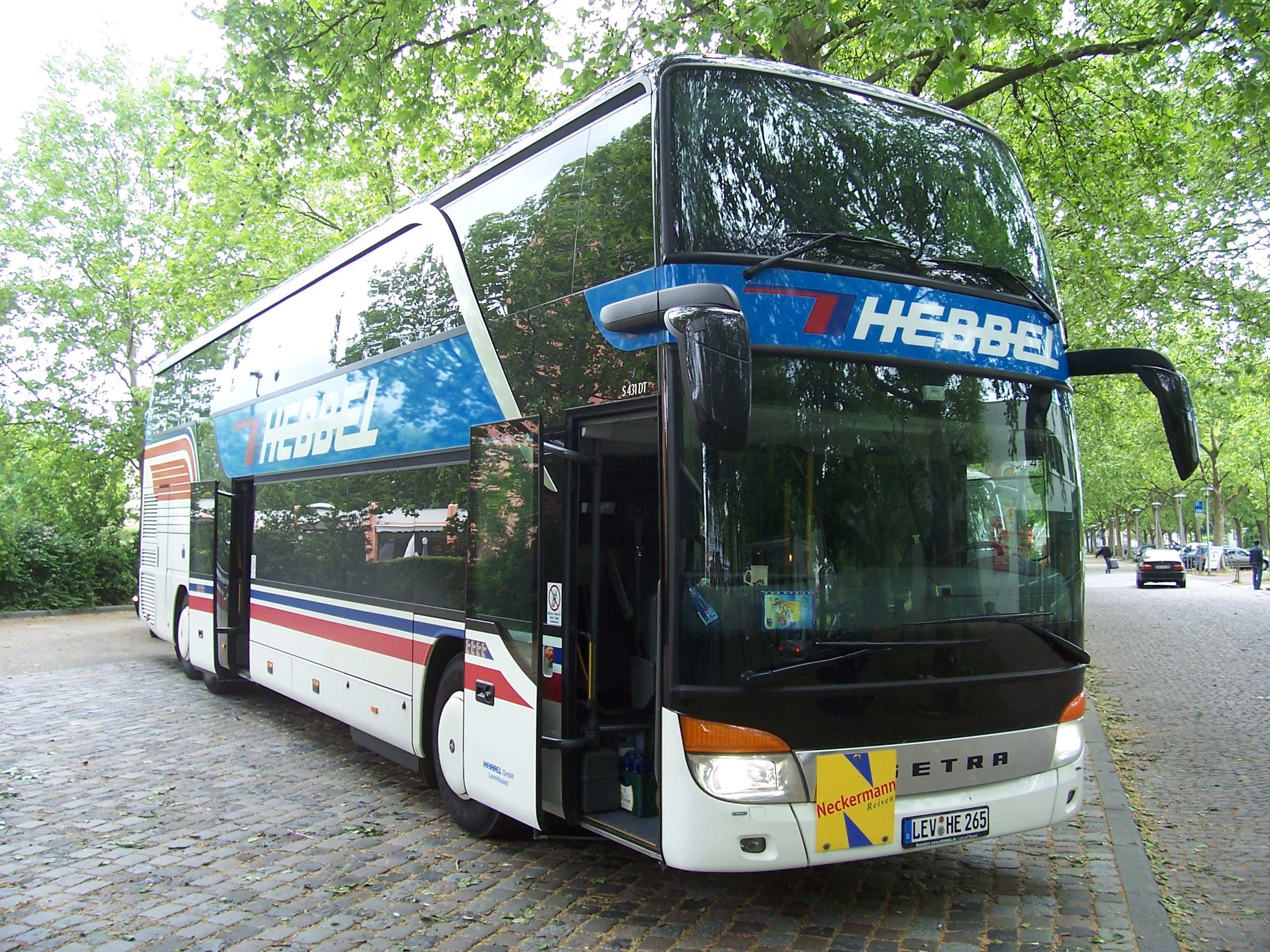
Setra S 431 DT

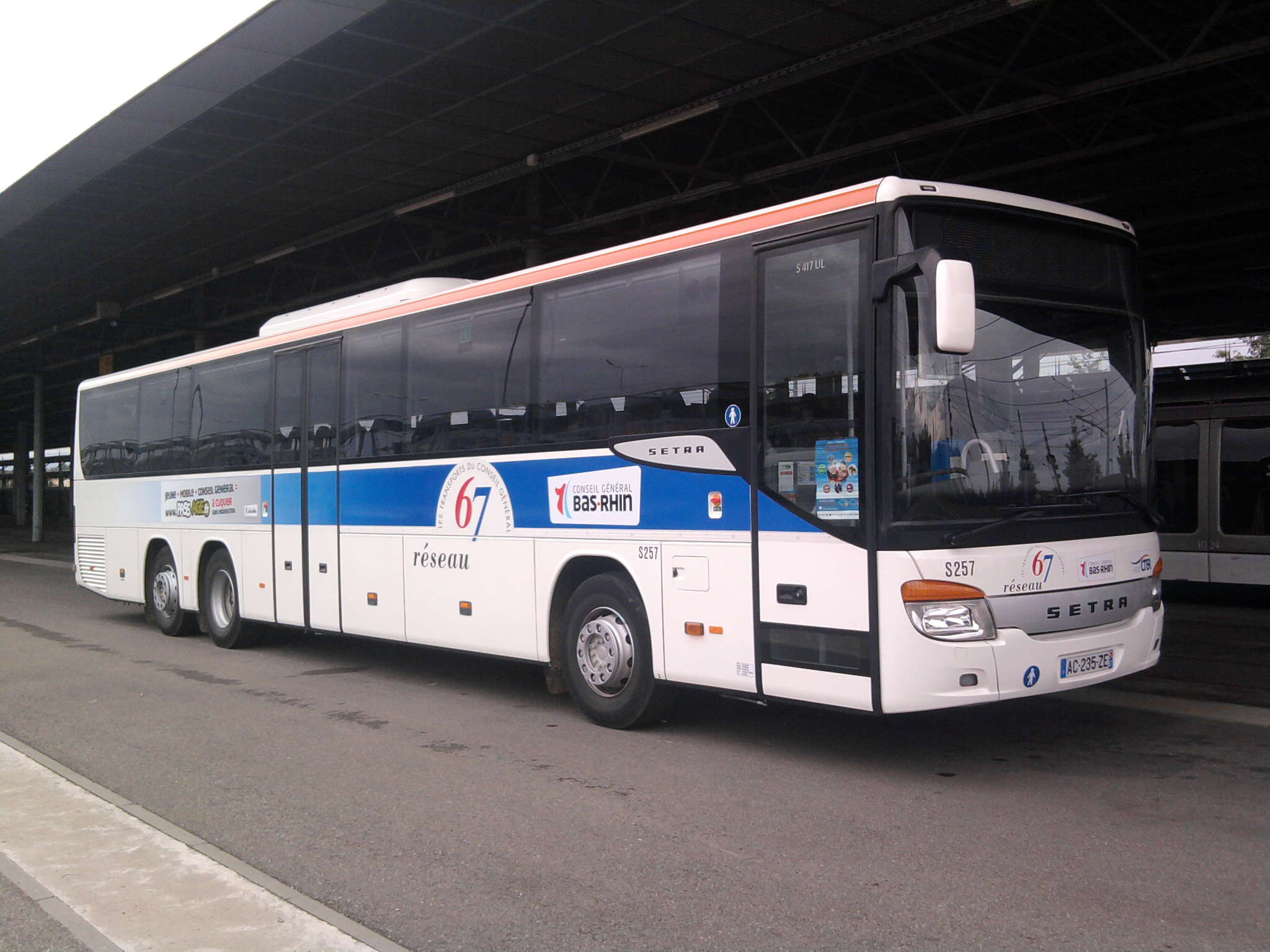
Een S 417 UL van Réseau interurbain du bas-Rhin (Réseau 67)

### TopClass
- S 431 DT (dubbeldeks)
- S 531 DT (dubbeldeks)
- S 515 HDH
- S 516 HDH
- S 517 HDH

### ComfortClass
- S 511 HD
- S 515 HD
- S 516 HD
- S 516 HD/2
- S 517 HD

### MultiClass
- S 412 UL
- S 415 UL
- S 415 LE Business
- S 415 UL Business
- S 416 LE Business
- S 416 UL
- S 416 UL Business
- S 417 UL
- S 417 UL Business
- S 418 LE Business
- S 419 UL

## Voormalige Types

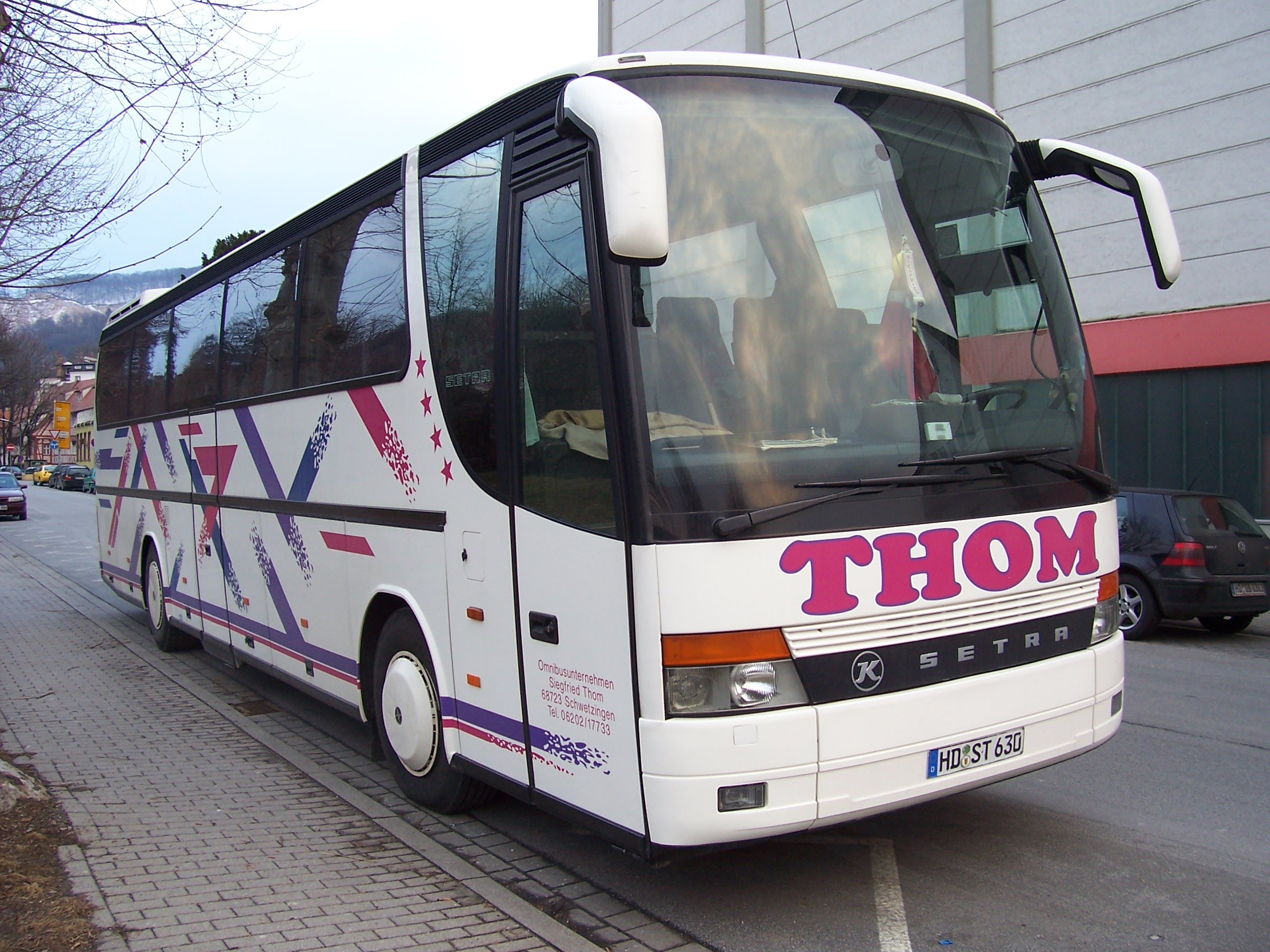
Setra S 315 HD

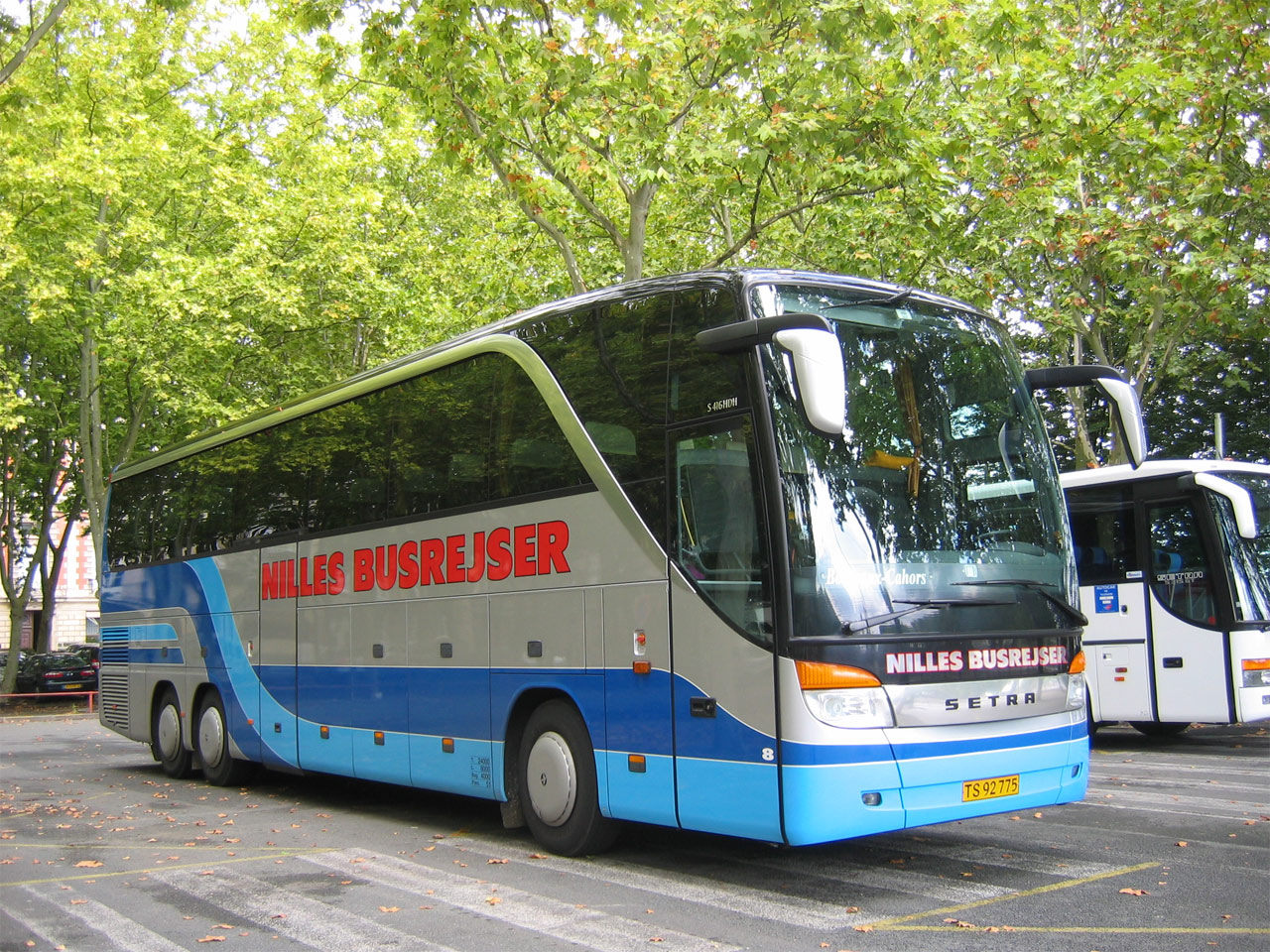
S 416 HDH

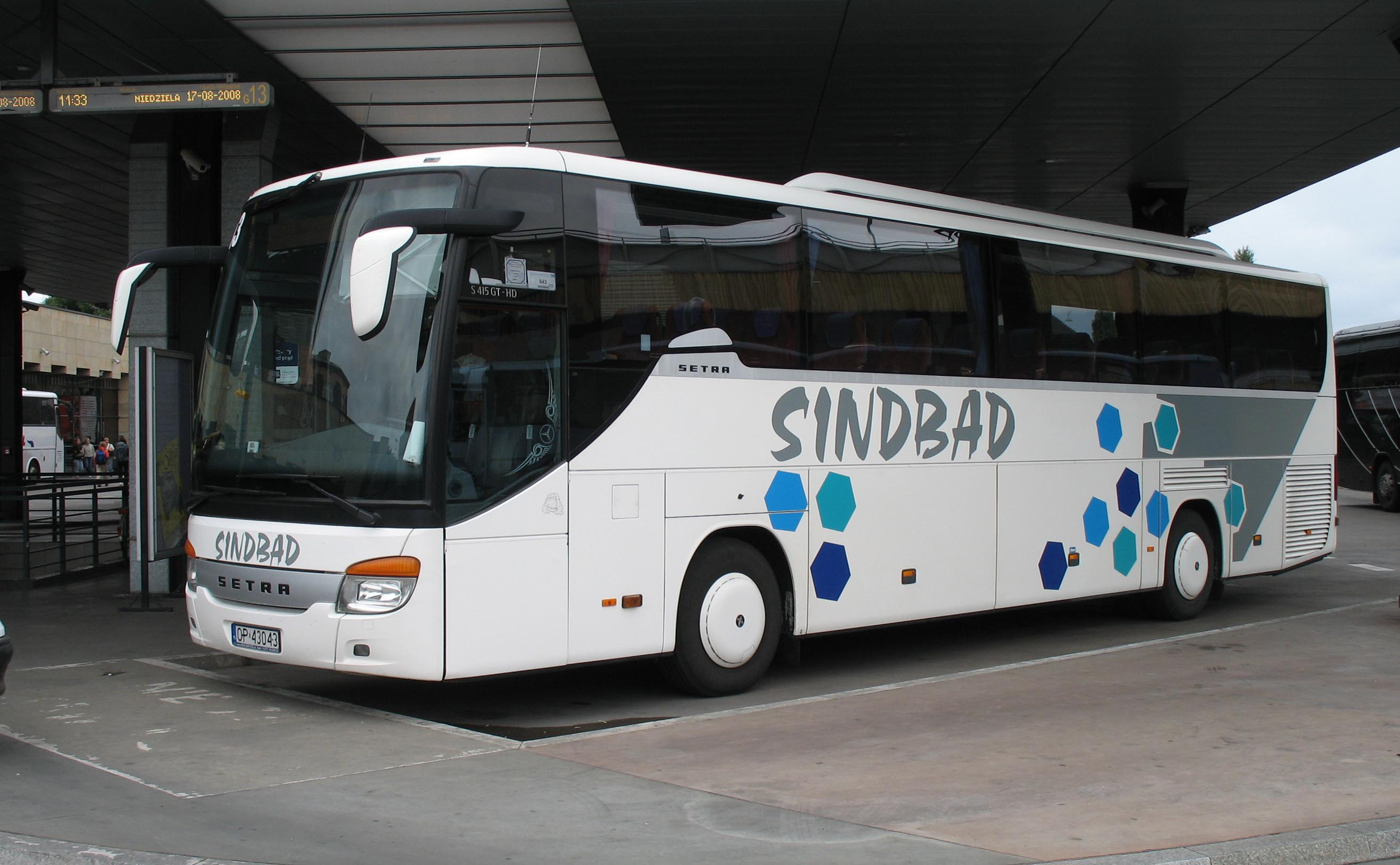
Setra S 415 GT-HD

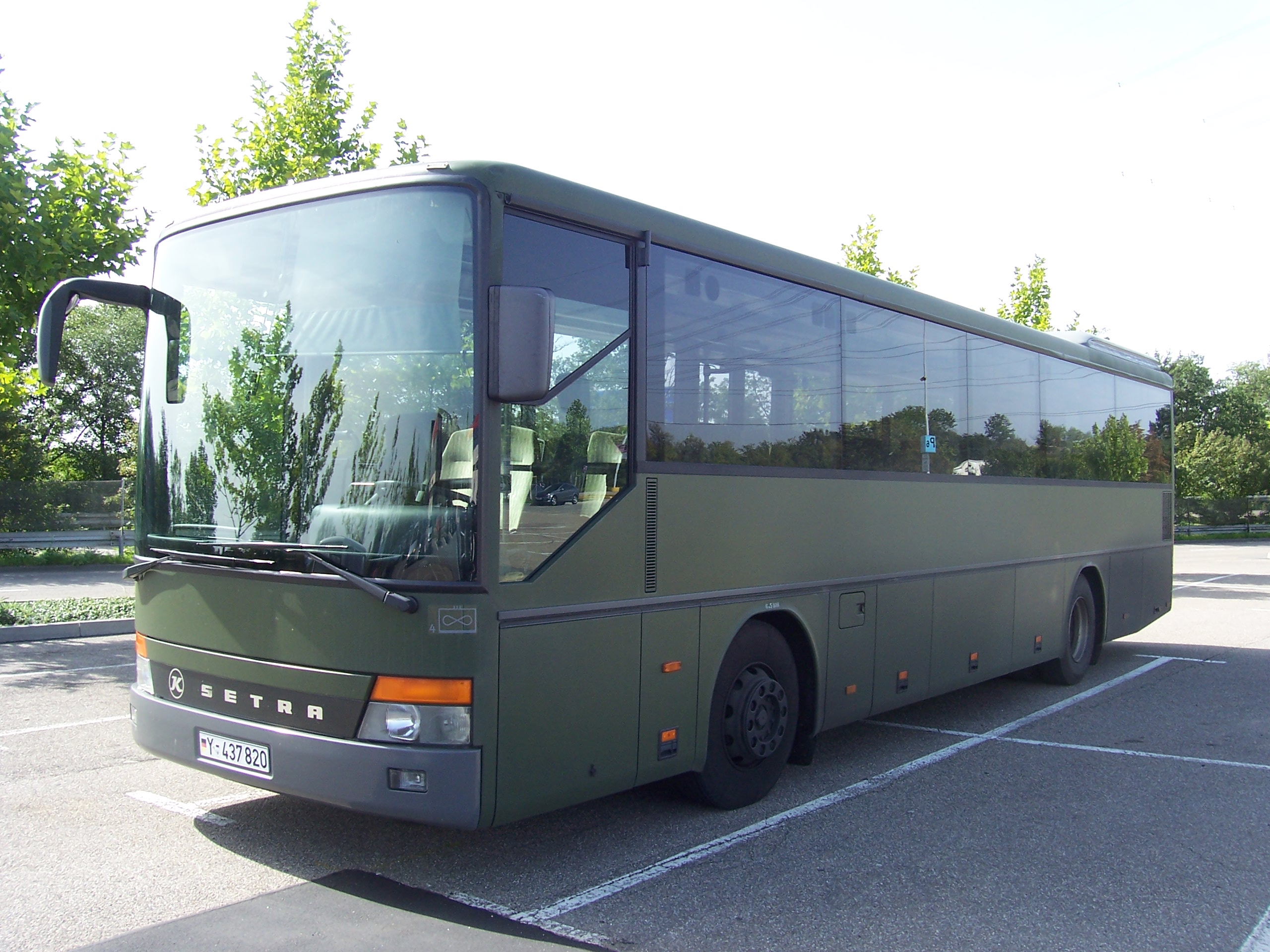
Setra S 313 UL

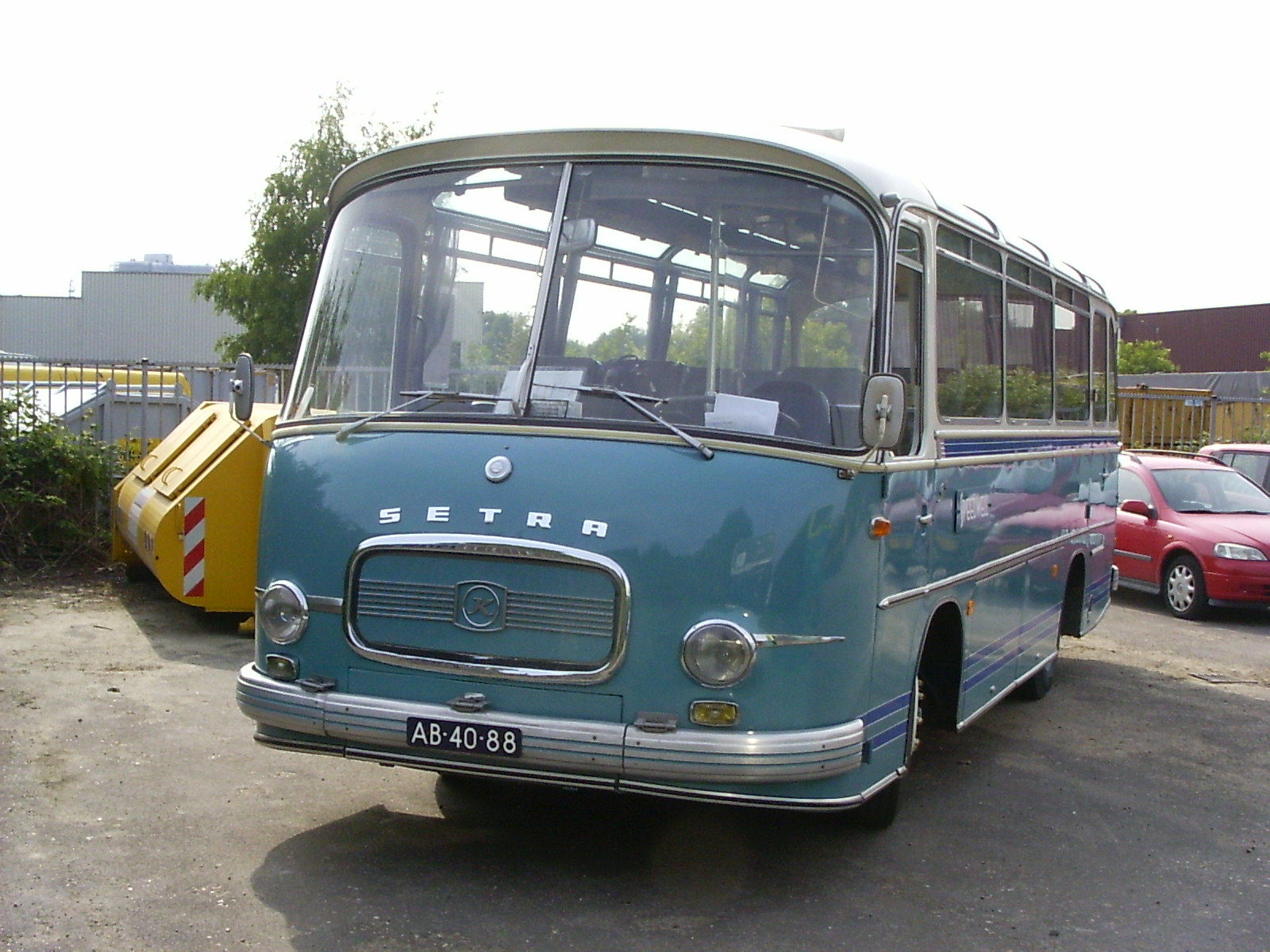
Setra S 9

### TopClass
- S 228 DT
- S 309 HD
- S 315 HD
- S 315 HDH
- S 316 HDH
- S 317 HDH
- S 328 DT (dubbeldeks)
- S 411 HD
- S 415 HD
- S 415 HDH
- S 416 HDH
- S 417 HDH

### ComfortClass
- S 315 GT
- S 315 GT-HD
- S 316 GT
- S 316 GT-HD
- S 317 GT-HD
- S 319 GT-HD
- S 415 GT
- S 415 GT-HD
- S 416 GT
- S 416 GT-HD
- S 416 GT-HD/2 (twee assen, tegenover drie bij de S 416 GT-HD)
- S 417 GT-HD
- S 419 GT-HD

### MultiClass
Interstedelijk :
- S 8
- S 9
- S 10

- S 313 UL
- S 315 UL
- S 316 UL
- S 317 UL
- S 319 UL
- S 315 H (semitour-uitvoering)
- SG 321 UL (gelede uitvoering)
- S 415 H (semitour-uitvoering)
- S 416 H (semitour-uitvoering)

Stedelijk :
- S 300 NC
- S 315 NF
- S 319 NF
- S 415 NF
- S 416 NF